# Hubske, Romnî
Hubske (în ucraineană Губське) este un sat în comuna Perekopivka din raionul Romnî, regiunea Sumî, Ucraina.

## Demografie
Componența lingvistică a localității Hubske
     Ucraineană (97,96%)
     Română (2,04%)
Conform recensământului din 2001, majoritatea populației localității Hubske era vorbitoare de ucraineană (97,96%), existând în minoritate și vorbitori de română (2,04%).